# قضاء ماركا
قضاء ماركا قضاء يقع في لواء ماركا، محافظة العاصمة في الأردن. ينتمي القضاء للواء ماركا الذي يضم قضاء واحد. يقدر عدد سكانه بـ 956104 نسمة حسب إحصاء 2015.

## الوصلات الخارجية
- دائرة الاحصاءات العامة